# Vladimir Scheffer
Vladimir Scheffer é um matemático estadunidense, que trabalha com equações diferenciais parciais e teoria da medida geométrica.
Scheffer obteve um doutorado em 1974 na Universidade de Princeton, orientado por Frederick Almgren, com a tese Regularity and Irregularity of Solutions to Nonlinear Second-Order Elliptic Systems of Partial Differential Equations and Inequalities. Foi professor da Universidade Rutgers e é professor da Universidade de Princeton.
Em 2000 publicou com Jean Taylor uma extensa prova póstuma de seu professor Almgren da teoria da medida geométrica (teorema da regularidade de Almgren). Traduziu do russo o livro sobre a teoria ergódica de Yakov Sinai (Ergodic Theory, Princeton University Press, 1976).
Foi palestrante convidado do Congresso Internacional de Matemáticos em Berkeley (1986: A self-focusing solution of the Navier-Stokes equations with a speed-reducing external force).

## Obras
- A solution to the Navier-Stokes inequality with an internal singularity, Comm. Math. Phys., Volume 101, 1985, p. 47–85
- The Navier-Stokes equations on a bounded domain, Comm. Math. Phys., Volume 73, 1980, p. 1–42
- Boundary regularity for the Navier-Stokes equations in half-space, Comm. Math. Phys., Volume 85, 1982, p. 275–299
- Estimates on the vorticity of solutions to the Navier-Stokes equations, Comm. Math. Phys., Volume 81, 1981, p. 379–400
- Nearly one dimensional singularities of solutions to the Navier-Stokes inequality, Comm. Math. Phys., Volume 110, 1987, p. 525–551
- The Navier-Stokes equations in space dimension four, Comm. Math. Phys., Volume 61, 1978, p. 41–68
- Hausdorff measure and the Navier-Stokes equations, Comm. Math. Phys., Volume 55, 1977, p. 97–112
- Turbulence and Hausdorff dimension, in: Turbulence and the Navier-Stokes equations, Lecture Notes in Mathematics 565, Springer Verlag, 1976, p. 94–112
- Partial regularity solutions to the Navier Stokes equations, Pacific J. Math., Volume 66, 1976, p. 535–552